# Cathorops laticeps
Cathorops laticeps är en fiskart som först beskrevs av Günther, 1864.  Cathorops laticeps ingår i släktet Cathorops och familjen Ariidae. Inga underarter finns listade i Catalogue of Life.